# Начальник штабу СА

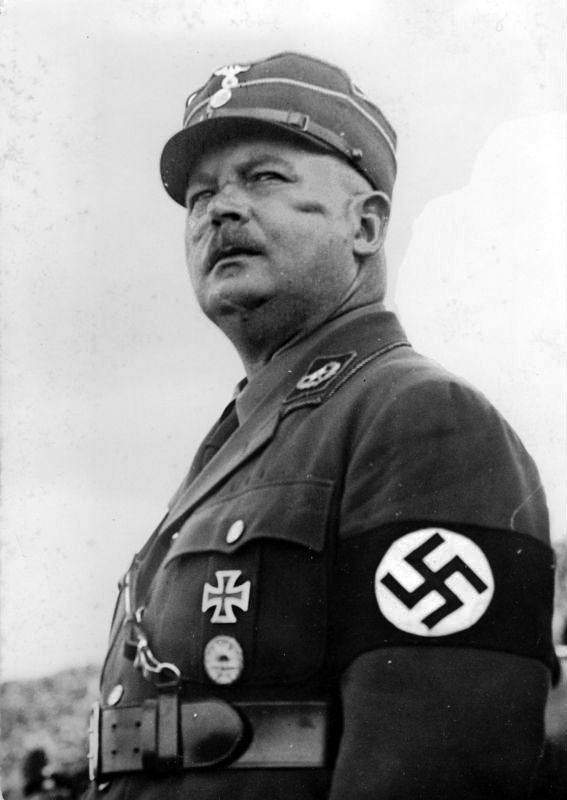
Начальник штабу СА Ернст Рем (1933)

Начальник штабу СА (нім. Stabschef der SA) — фактично найвища посада, та звання в СА. Звання «Верховний керівник СА» (нім. Oberster SA-Führer), з 1930 року носив сам Гітлер.

## Історія появи
Звання було введене в 1929 році для помічника керівника штурмовиків. Але в зв'язку з тим, що цю посаду у 1930—1945 роках обіймав Адольф Гітлер, вона стала фактично найвищою.
Штурмовики займали більш ліві позиції щодо Адольфа Гітлера та інших керівників НСДАП. Загострення між ними загострилися у серпні 1930 року під час передвиборної кампанії. Командир берлінських загонів СА Вальтер Штеннес, влаштував заколот проти партійного керівництва в Мюнхені. Штурмовики захопили штаб-квартиру партії в Берліні. В цій ситуації Гітлер сам очолив штурмовиків, відсторонивши Пфеффера фон Саломона. У 1931 році начальником штабу СА стає Ернст Рем, який перебудував СА, надав їм чіткішої воєнізованої структури. У 1934 році у зв'язку з черговими загостреннями між штурмовиками та керівництвом Німеччини відбулася «чистка» верховного керівництва СА, зокрема було знищено також й Ернста Рема. Новим начальником штабу СА було призначено одного з керівників СА, та активного учасника «чистки» Віктора Лютце.

## Знаки розрізнення
Ернст Рем використовував петлиці з зображенням шестипроменевої зірки у вінці. Наступні начальники штабу (після 1934 року) використовували петлиці подібні до петлиць рейхсфюреру-СС (три дубових листи навколо яких розташовувався вінок). Але колір петлиць, на відміну від чорних петлиць СС був червоний.
З 1933 року було започатковане використання погонів серед членів СА (один погон на правому плечі). У вищих керівників СА погони були у вигляді двох переплетених пасом (золота та срібна) на підкладці кольору групи. У начальника штабу на погоні була шестипроменева зірочка, сам погон був на червоній підкладці. У 1934—1939 роках начальник штабу носив погон з трьома переплетеними золотими пасмами, на погоні була емблема у вигляді золотих металевих дубових листів. Сам погон був на червоній підкладці.
З початком війни у вересні 1939 р. були введені погони нового виду на обидва плечі, які своїм виглядом більше нагадували військові. У вищих керівників СА погони були у вигляді трьох переплетених пасом (золота та дві срібні). Начальник штабу СА носив погони з чотирьох переплетених золотих пасом, на кожному погоні була емблема у вигляді золотих металевих дубових листів
Кепі начальника штабу (з 1934 року) мав червону тулію, та широке 20 мм галунне шиття.

Петлиця начальника штабу СА (до 1934 р.)
Петлиця начальника штабу СА (1934–1945 рр.)

## Начальники штабу СА
- 1929—1931 Отто Вагенер;
- 1931—1934 Ернст Рем;
- 1934—1941 Віктор Лютце;
- 1941—1945 Вільгельм Шепман[4].

## Галерея

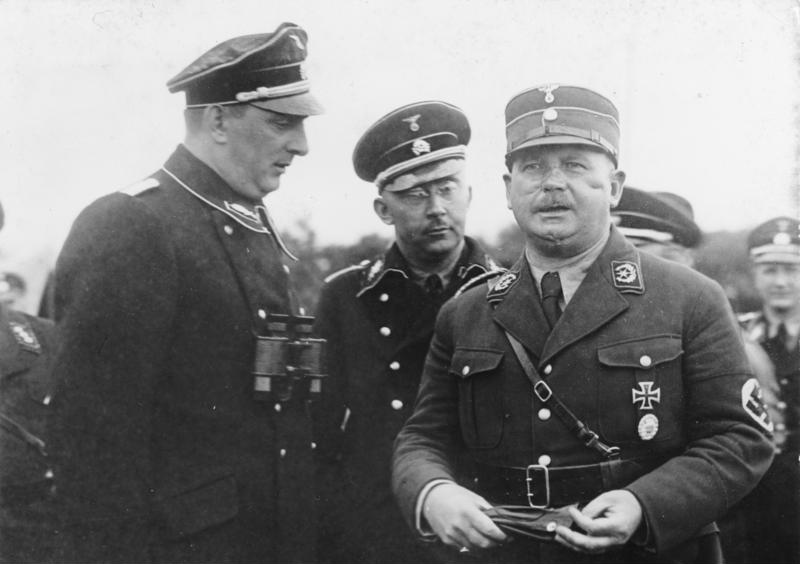
Курт Далюге, Генріх Гіммлер, Ернст Рем (1933)
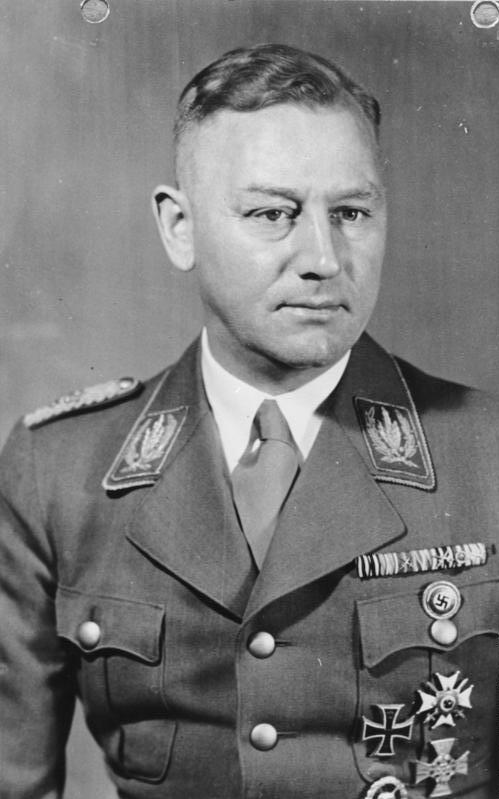
Начальник штабу СА Віктор Лютце
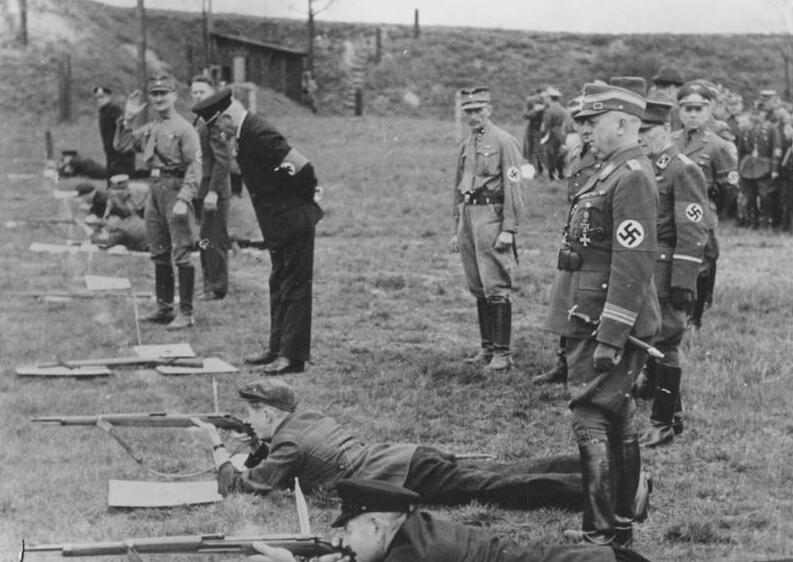
Начальник штабу СА Вільгельм Шепман